# États-Unis aux Jeux mondiaux de 2017
Cet article contient des informations sur la participation et les résultats des États-Unis aux Jeux mondiaux de 2017 à Wrocław en Pologne.

## Médailles

### Or
| Sport                     | Discipline                     | Sportifs |
| Médaille d'or : 7         |                                | |
| Bowling                   | Simple Femme                   | Kelly Kulick (en) |
| Crosse                    | Tournoi                        | États-Unis- Devon Wills (en) - Kelly Rabil - Katie Schwarzmann (en) - Kristen Carr - Jen Russell - Alyssa Murray (en) - Brooke Griffin - Taylor Cummings (en) - Marie McCool - Megan Douty - Gussie Johns - Ally Carey - Becca Block - Michelle Tumolo (en) - Alice Mercer (en) |
| Force athlétique          | Femmes - Poids super-lourds    | Bonica Lough |
| Ski nautique et wakeboard | Femmes - Wakeboard             | Nicola Butler |
| Sports aériens            | Parachutisme                   | Nicolas Batsch |
| Trampoline                | Femmes - Trampoline Duplo-Mini | Paige Howard |
| Ultimate                  | Tournoi                        | - Georgia Bosscher - Claire Desmond - Carolyn Finney (en) - Dylan Freechild - Sarah Griffith - Lien Hoffmann - Sandra Jorgensen - Beaufort Kittredge - Christopher Kocher - William Lindsley - James Mickle - Anna Nazarov (en) - Nicholas Stuart - George Stubbs               |

### Argent
| Sport                     | Discipline                     | Sportifs                               |
| Médaille d'argent : 10    |                                |                                        |
| Bowling                   | Double Femmes                  | Kelly Kulick (en) Danielle McEwan (en) |
| Force athlétique          | Femmes - Poids lourds          | Priscilla Ribic                        |
| Force athlétique          | Hommes - Poids super-lourds    | Joseph Cappellino                      |
| Ski nautique et wakeboard | Femmes - Wakeboard             | Erika Lang                             |
| Sports aériens            | Parachutisme                   | Curtis Bartholomew                     |
| Sumo                      | Hommes - Poids légers          | Trent Sabo                             |
| Tir à l'arc               | Hommes - Arc nu                | John Demmer III                        |
| Tir à l'arc               | Hommes - Arc classique         | Brady Ellison                          |
| Trampoline                | Hommes - Trampoline Duplo-Mini | Alexander Renkert (en)                 |
| Trampoline                | Hommes - Tumbling              | Austin Nacey                           |

### Bronze
| Sport                                     | Discipline                   | Sportifs |
| Médaille de bronze : 5 (+2 démonstration) |                              | |
| Force athlétique                          | Femmes - Poids super-lourds  | Liane Blyn |
| Force athlétique                          | Hommes - Poids légers        | Charles Okpoko |
| Muay-thaï                                 | Femmes -51 kg                | Janet Todd (en) |
| Tir à l'arc                               | Femmes - Arc à poulies       | Christie Colin (en) |
| Tir à l'arc                               | Équipe mixte - Arc à poulies | Kris Schaff Cassidy Cox (en) |
| Football américain (dem.)                 | Tournoi masculin             | États-Unis - Anthony Benson - Joe Bergeron - Tyrell Blanks - Billy Carlile - Cam Countryman - Meech Eaton - Terry Gaitor III - Austin Jones - Triston Mccathern - Taylor Palmer - Preston Rabb - Jabrai Regan - TJ Richardson - Gary Stevenson - Nick Sweet - Mike Van Deripe - John Van Vliet - Oscar Vazquez-Dyer - Archie Zaniewski - Zakkary Packard - Dante Cattaneo - Patrick Fitzgerald - Lamar Hall - Eric Janeau - Nick Reyna - John Moorhead - Cody Smith - Randall Jackson-Clemons - Dean Battle - Brett Perkins - Davarus Shores (en) - Ryan Seaberg - Dustin Hawke Willingham - Zachary Blair (de) - Giuliano Cattaneo - Mario Brown |
| Kick-boxing (dem.)                        | Hommes 81 kg                 | Omar Boyd |